# Secret Messages (chanson)
Pour les articles homonymes, voir Secret Messages.
Singles de Electric Light Orchestra
Rock 'n' Roll Is King
(1983) Four Little Diamonds
(1983)
Pistes de Secret Messages
Loser Gone Wild
Secret Messages est une chanson du groupe Electric Light Orchestra qui ouvre l'album du même nom.